# 戈登堡
戈登堡（英語：Fort Gordon），前身戈登营（Camp Gordon），是成立于1941年10月的美国陆军设施。它目前是美国陆军通信兵团、美國陸軍網路司令部和“网络卓越中心”的所在地。这也曾是美国陆军Provost Marshal General学校和民政学校的所在地。该设施位于佐治亚州奥古斯塔的西南部，主要职责包括通信兵（Signal Corps）军事职业专长的高级个人培训。信号情报日益重要并成为了戈登堡的重要组成部分。
该设施以南北战争期间联盟军少将約翰·布朗·戈登的名字命名。 

## 单位和设施

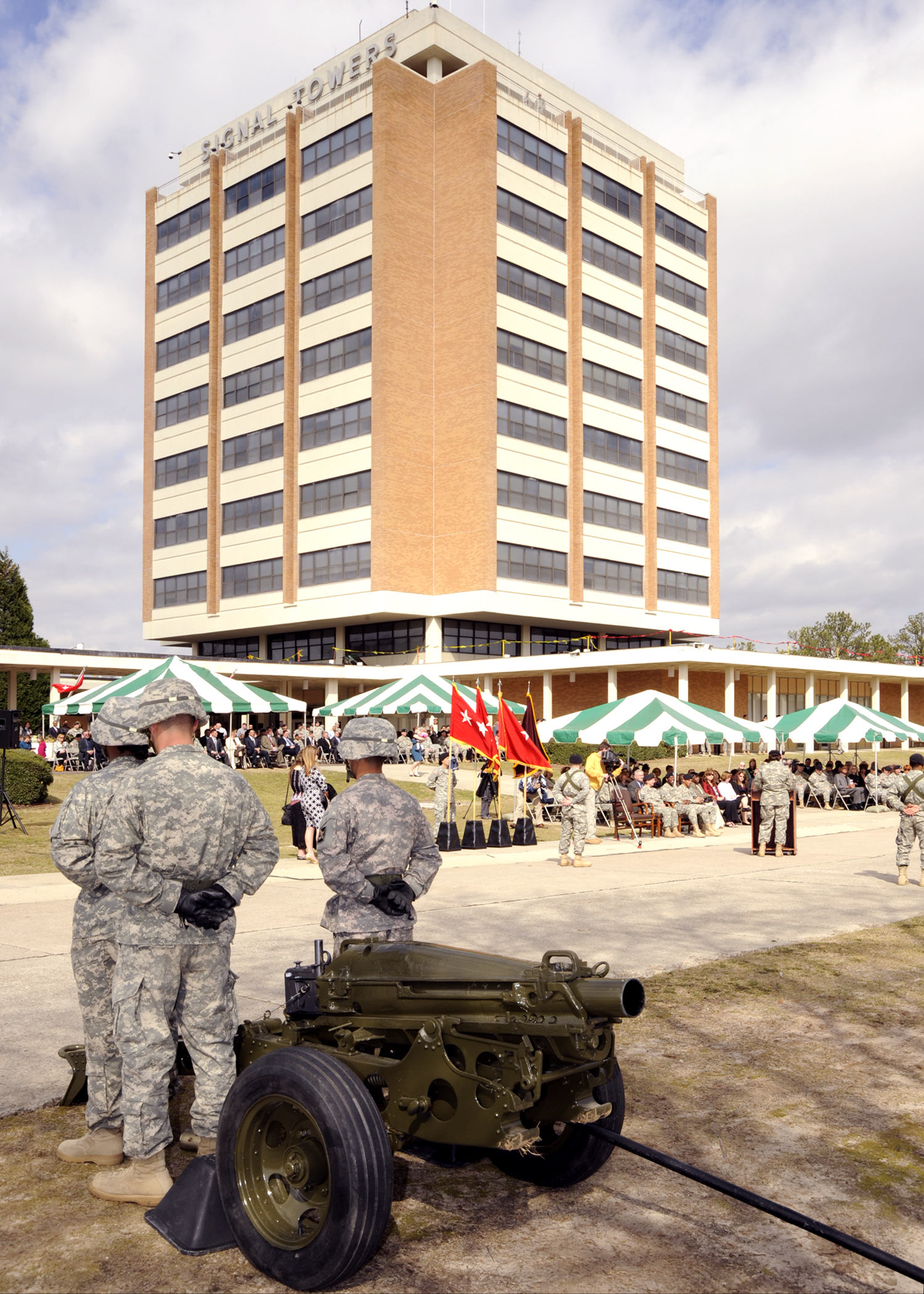
2009年3月6日，在乔治亚州戈登堡举行的典礼

戈登堡的正式名称是美国陆军网络卓越中心与戈登堡，或称CyberCoE&FG。虽然美國陸軍訓練與準則司令部（TRADOC）学校本身是重要的组成功能，但该地点目前也是以下单位的所在地：
- 美國陸軍網路司令部
- 网络保护旅（英语：Cyber Protection Brigade）
- 第780军事情报旅（英语：780th Military Intelligence Brigade）（位于马里兰州米德堡）
  - 第782军事情报营
  - 915网络战营
    - B Company
- 第15通信营（英语：15th Regimental Signal Brigade）
  - 第369通信营（英语：369th Signal Battalion）
  - 第442通信营（英语：442nd Signal Battalion）
  - 第551通信营（英语：551st Signal Battalion (United States)）
  - Ordnance Training Detachment - Gordon（英语：73rd Ordnance Battalion）
  - 网络训练营
- 第35通信旅（英语：35th Signal Brigade (United States)）
  - 第50远征通信营（英语：50th Expeditionary Signal Battalion）（位于北卡羅萊納州布拉格堡）
  - 第51远征通信营（英语：51st Expeditionary Signal Battalion）（位于路易斯–麥克喬德聯合基地）
  - 第63远征通信营（英语：63rd Expeditionary Signal Battalion）
  - 第67远征通信营（英语：67th Expeditionary Signal Battalion）（位于喬治亞州史都華堡）
- 480th Intelligence, Surveillance and Reconnaissance Wing（英语：480th Intelligence, Surveillance and Reconnaissance Wing） USAF
- 第513军事情报旅（英语：513th Military Intelligence Brigade）
  - 第202军事情报营（英语：202nd Military Intelligence Battalion）
  - 第297军事情报营（英语：297th Military Intelligence Battalion）
- 第35宪兵支队（英语：35th Military Police Detachment）
- 第706军事情报小组（英语：706th Military Intelligence Group）
  - 第707军事情报营（英语：707th Military Intelligence Battalion）
- 第7通信司令部（英语：7th Signal Command (United States)）
- 第359通信旅（英语：359th Signal Brigade） (USAR)
- 92nd Engineers Combat Heavy（英语：92nd Engineers Combat Heavy）
- 206th Military Intelligence Battalion（英语：206th Military Intelligence Battalion）
- 第31情报中队（英语：31st Intelligence Squadron）
- 第324通信营（英语：324th Signal Battalion）
- Cryptologic Support Battalion（英语：Cryptologic Support Battalion）
- 338th Training Squadron（英语：338th Training Squadron）（USAF）
- 佐治亚州国家安全局/中央安全局（英语：Central Security Service）。前身为戈登地区安全行动中心。
- 海军网络战司令部（英语：Naval Network Warfare Command）（佐治亚州海军信息作战司令部）[2]
- 海军陆战队情报机构（英语：Marine Corps Intelligence Activity）
- 德怀特·艾森豪威尔陆军医疗中心（英语：Dwight D. Eisenhower Army Medical Center）（DDEAMC）

戈登堡有大约30,000名军人和文职雇员，目前估计对奥古斯塔的经济产生了11亿美元的影响。

## 未来的活动和设施

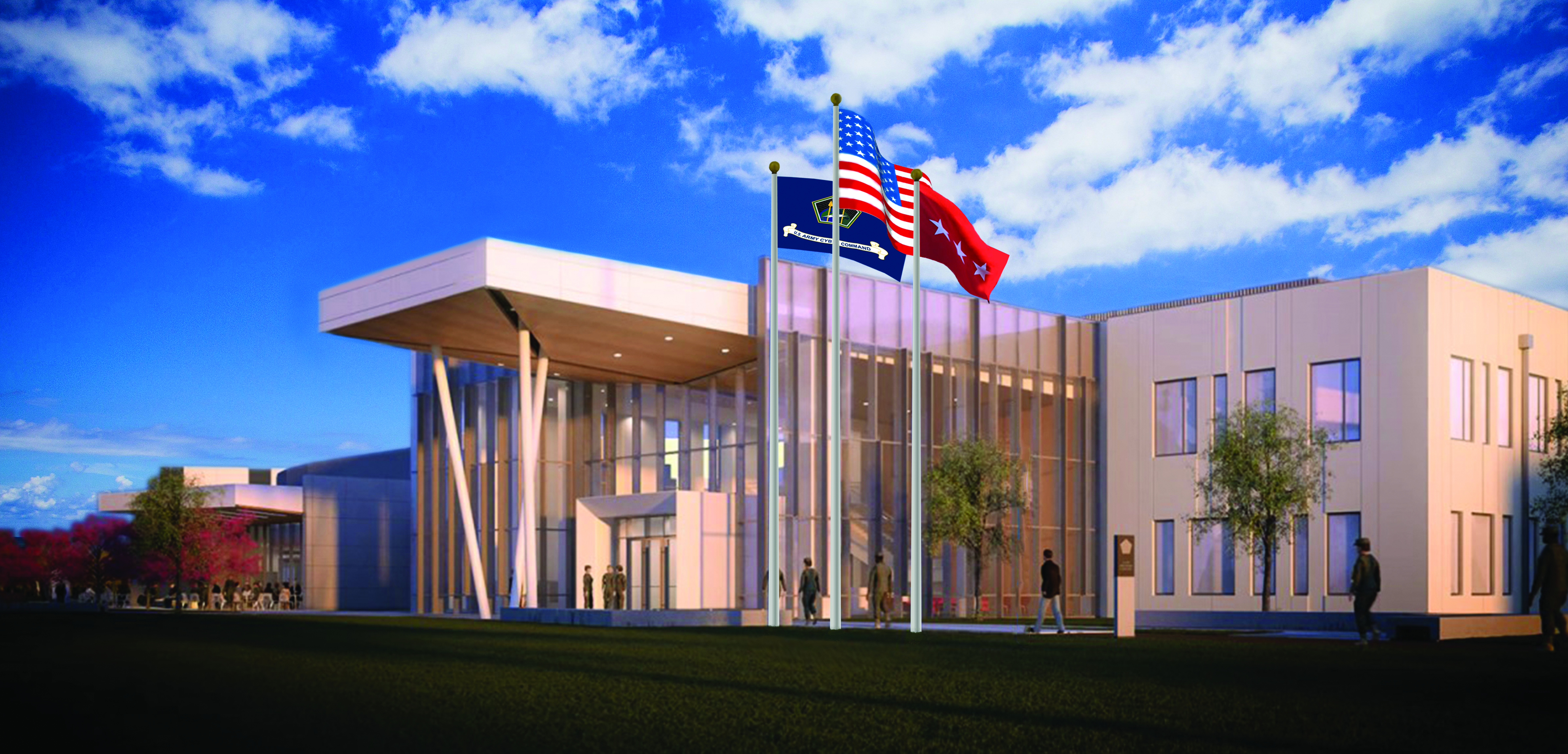
位于戈登堡的Fortitude Hall是美国陆军网络司令部新总部。

出于网络技术需求和使用量的增加，美国陆军决定将美國陸軍網路司令部整合到同一个地点。运行中的戈登堡和Fort George Meade是候选热门。 2013年12月，戈登堡获选。